# Батка
Батка (слч. Bátka) насељено је мјесто са административним статусом сеоске општине (слч. obec) у округу Римавска Собота, у Банскобистричком крају, Словачка Република.

## Становништво
| Година:    | 1994. | 2004.    | 2014.   | 2024.   |
| ---------- | ----- | -------- | ------- | ------- |
| Број људи: | 840   | 947      | 910     | 822     |
| Разлика:   |       | +12,73 % | -3,90 % | -9,67 % |

| Година:    | 2023. | 2024.   |
| ---------- | ----- | ------- |
| Број људи: | 831   | 822     |
| Разлика:   |       | -1,08 % |

Према подацима о броју становника из 2011. године насеље је имало 956 становника.